# Breuer Lokomotor

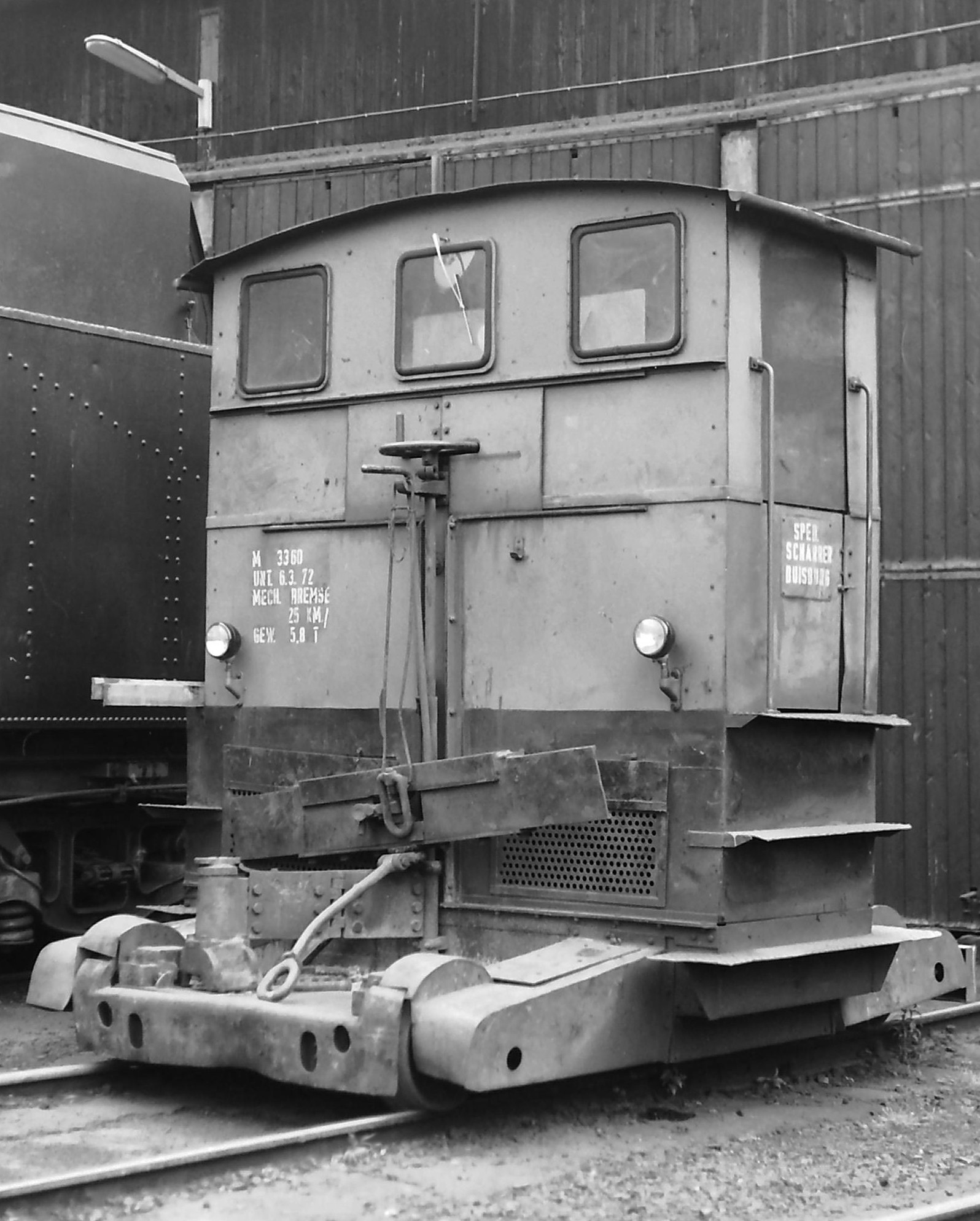
Breuer Lokomotor (TZp V/VL) als Rangierfahrzeug in Bochum-Dahlhausen

Der Breuer Lokomotor, oder auch Breuer Traktor, ist ein 1913 von der Maschinen- und Armaturenfabrik vorm. H. Breuer & Co, Höchst am Main, entwickeltes leichtes Rangierfahrzeug mit Verbrennungsmotor. Zwischen 1914 und 1957 wurden vermutlich mehr als 1000 Stück der verschiedenen Typen gebaut und ins In- und Ausland verkauft. Die Zugkraft dieses Lokomotors betrug je nach Typ 80 bis 500 Tonnen. Der Breuer Lokomotor wurde von verschiedenen ausländischen Herstellern in Lizenz gebaut.

## Geschichte

Ansichten des Breuer Lokomotor TZp I

Schon früh wurde für Rangierdienste in Rangierbahnhöfen, bei Industrieanschlüssen oder bei privaten Anschließern der Bedarf an einer kostengünstigen Alternative zu den vorhandenen Dampfloks spürbar. Die vielfach in Industrieanlagen vorhandenen kleinen Wagendrehscheiben waren für Loks ungeeignet, die als Alternative zur Verfügung stehenden Spillanlagen oft zu umständlich. Der Konstrukteur H. Breuer hatte die Idee ein zweiachsiges Kleinfahrzeug mit extrem kurzem Radstand (960 mm) zu entwickeln, welches mit einer Achse unter der Pufferbohle des zu rangierenden Wagens fährt, diesen per Mechanik um etwa 20 bis 30 cm anhebt und so, mit einem ausreichenden Reibungsgewicht versehen, den Wagen leicht rangieren kann. Er ließ sich diese Idee 1913 patentieren. Es wurde in der Reihe der Produktmodelle der Typ TZp I.
1914 erhielt er die Gelegenheit ein Probefahrzeug dem preußischen Minister für öffentliche Arbeiten vorzuführen. Dieser zeigte sich nicht abgeneigt, im Bereich der preußisch-hessischen Eisenbahnen diesen an ein oder zwei Stellen testweise in Betrieb zu nehmen, wenn das Fahrzeug zuvor für einen kostenlosen Probebetrieb zur Verfügung gestellt würde. Dem entsprach das Unternehmen umgehend und so kam es zu den ersten Verkäufen. Mit einem Stückpreis von nur 6.000 RM ergab sich eine sparsame Alternative zu dampfbetriebenen Lokomotiven.
Bis 1920 kam es nur zu wenigen Verkäufen. Erst danach setzte sich das Konzept durch und unterstützt von diversen Lizenznehmern wurden in der Folge bis 1957 etwa 1000 der Lokomotoren der Typen TZp I bis TZp IV/V verkauft.
Obwohl von der Leistung her passend, wurden diese Fahrzeuge bei der Deutschen Reichsbahn auf Grund der fehlenden Streckenberechtigung nicht in die DR-Kleinlokomotive Leistungsgruppe I eingeordnet. Anders verhält es sich dagegen beim Abnehmer SBB, wo die Fahrzeuge, als Tm typisiert, den Rangierbetrieb in Bahnhöfen erledigten.

## Technisches Konzept
Die Idee hinter dem Breuer Lokomotor war, jeden Wagen selbst zu einem Triebwagen werden zu lassen. Dazu hatte das Gefährt bei einer Gesamtlänge von 1520 mm und einer Breite von 2350 mm einen Wagenkasten, der inklusive Antrieb nur knapp 810 mm hoch war. So konnte das Fahrzeug mit einer Achse unter die Pufferbohle des zu rangierenden Wagens fahren. Dieser wurde sodann mittels einer in der Mitte des Lokomotors angebrachten Kupplungsklaue fixiert. Die Kupplungsklaue konnte mit einer Handspindel um etwa 200 mm angehoben werden, wodurch die erste Achse des Güterwagens angehoben wurde. Diese Last verstärkte das Reibungsgewicht des Lokomotors so stark, dass er in der Lage war in der Ebene mit etwa 80 t Zugkraft aus einem 10-PS-Verbrennungsmotor bei maximal 5 bis 15 km/h den Güterwagen – oder jedes andere Objekt – zu verschieben.
In der Folge wurden die Fahrzeuge der Typenreihen III bis V mit stärkeren Motoren sowie mit normalen Zug- und Stoßvorrichtungen versehen. Durch den Wegfall der Hubvorrichtungen ging ein Teil des Breuerschen Konzepts verloren. Auf Grund der geringen Fahrzeuglängen konnten die Gespanne aus Traktor und zu verschiebendem Wagen gemeinsam auf Drehscheiben Platz finden.

## Die Typenreihe

Skizze des Breuer Lokomotor Typ TZp III

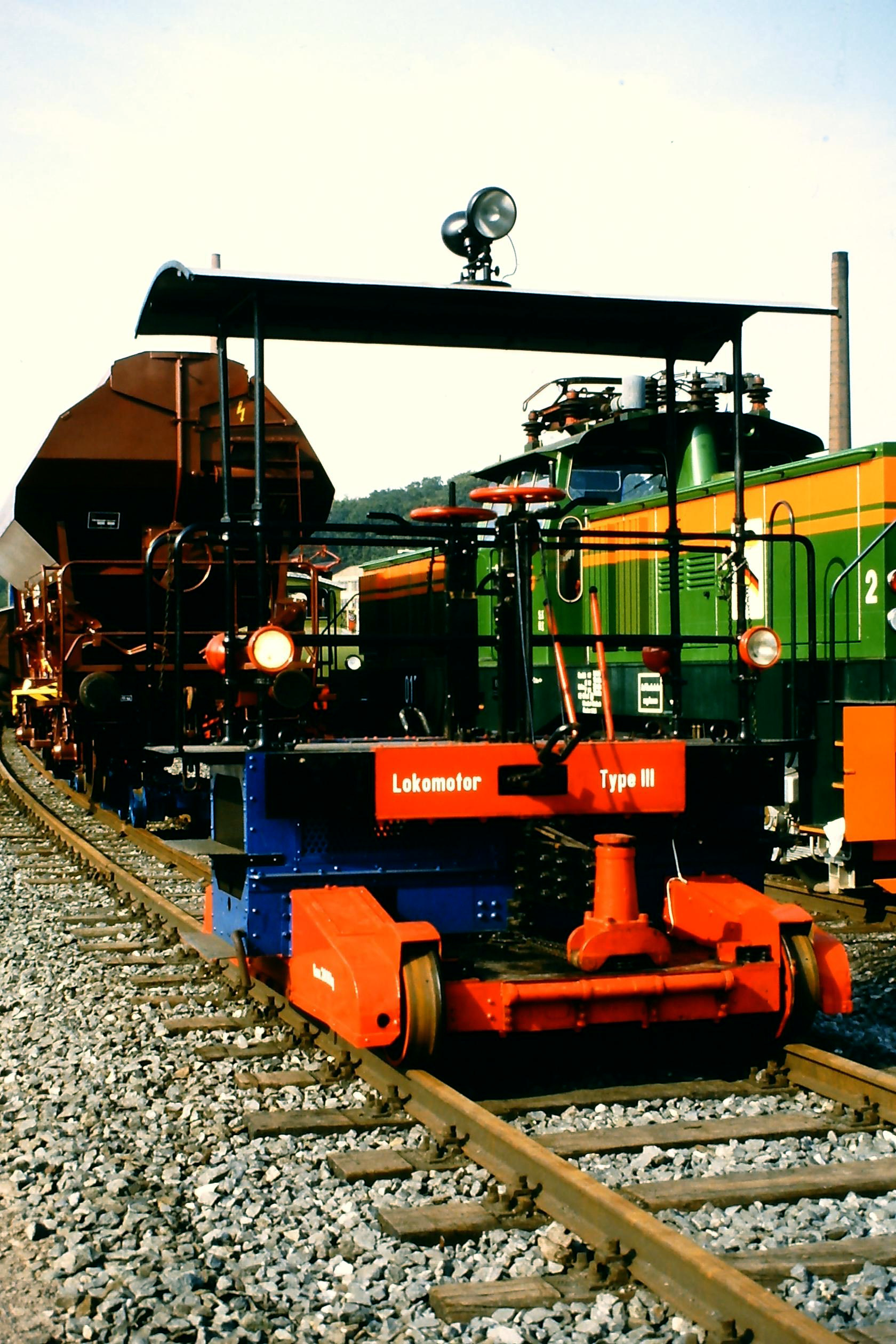
Lokomotor Typ TZp III

Skizze des Breuer Lokomotor Typ TZp IV

Die zahlreichen Kataloge und Musterblätter der Firma Breuer benennen insgesamt fünf Typen. In den insgesamt 40 Produktionsjahren kam es zu zahlreichen Änderungen und Abweichungen von den nominell fünf Typen. Je nach tatsächlichem Einsatzzweck wurden Abmessungen und Ausstattungen verändert. Das Gleiche traf auf die einzusetzenden Breuer-Motoren zu.
| Typ                   | TZp I  | TZp II | TZp III | TZp IV | TZp V/VL |
| --------------------- | ------ | ------ | ------- | ------ | -------- |
| Baujahre              | 1914   |        |         |        |          |
| Länge (mm)            | 1900   | 2140   | 2870    | 3080   | 3360     |
| Breite (mm)           | 1520   | 2180   | 2900    | 3000   | 3000     |
| Höhe (mm)             | 500    | 1440   | 2315    | 3230   | 3384     |
| Radstand (mm)         | 960    | 1840   | 2570    | 2810   |          |
| Dienstgewicht (kg)    | 1800   | 2400   | 3800    | 5200   | 5800     |
| Nennleistung (PS)     | 10     | 28     | 40      | 65     | 80       |
| max. Zugkraft (t)     | 80     | 230    | 350     | 420    | 500      |
| Geschwindigkeit(km/h) | 5 – 15 | 3 – 15 | 3 – 15  | 3 – 25 | 3 – 25   |

Diese fünf Typen lassen sich vom Konzept her in drei Bauformen unterscheiden, welche für eine Produktionsepoche stehen.
- Bauform A, die rollenden Plattformen

Sie war gekennzeichnet durch ein Fahrgestell mit einem flachen Motoraufbau mit der patentierten Hebevorrichtung. Ihr sind die Typen I und II zuzuordnen. Sie wurden nach 1925 kaum noch geliefert.
- Bauform B, die Plattformen mit Führerstand

Diese ab den 1920er Jahren gelieferten Fahrzeuge erhielten einen Führerstand und wurden von Anwendern gelegentlich mit Dächern versehen. In der Zeit des Zweiten Weltkriegs gab es Varianten mit Holzvergaser. Dieser Bauform ist vorwiegend die Type III zuzuordnen.
- Bauform C, Traktoren mit geschlossenen Führerhäusern

Diese Bauform betrifft die Typen IV und V.

## Die Fahrzeugproduktion
|  | Der Abschnitt ist noch nicht vollständig. Ergänzungen sind willkommen. |

Den genauen Umfang der Produktion bei der Firma Breuer festzulegen ist mit Schwierigkeiten verbunden. Die Fabriknummern selbst helfen hier nicht weiter. Die letzte bekannte Nummer ist die 3095 (ein Typ VL nach Kronstadt in Norwegen geliefert). Bekannt sind von 1924 Fabriknummern jenseits der 600. Zwischen 1914 und 1924 hatte Breuer kaum mehr als ein paar Handvoll Traktoren geliefert, keinesfalls über 500, wie die Firmennummer suggeriert. Es ist zu vermuten, dass mit den Umstrukturierungen des Unternehmens die Nummernkreise geändert wurden. So kommt es nach der Umwandlung in die Breuer-Werk Aktiengesellschaft Frankfurt a. M.-Höchst 1929 zu einer solchen Nummernkreisänderung. Während die höchste Nummer davor die 1268 war, werden aus dem Jahr 1930 Nummern ab 2100 überliefert. Die Liste schließt 1943 mit der Nummer 2220. Nach dem Krieg wird die Liste mit der Nummer 3001 wieder fortgeführt und erreicht 1955 mit der Nummer 3095 den Endstand.
Die Lieferungen waren:
- zwischen 1914 und 1924 nur wenige Dutzend, durchweg der Typ I, wenige des Typ II
- zwischen 1924 und 1929 je nach Fabriknummernschema 670 bis 770 des Typs III, einige noch nach Typ II
- ab 1929 bis 1943 insgesamt um die 120 Fahrzeuge mit geschlossenem Führerhaus des Typ IV, einige noch des Typ III.
- ab 1947 bis 1955 weitere 100 Fahrzeuge der Typen V und VL

Insgesamt ergeben das Produktionszahlen von etwa 1000 bis 1100 Fahrzeugen.

## Die Abnehmer
Der überwiegende Teil der Produktion der Lokomotoren kam bei den unterschiedlichsten privaten Abnehmern und Industriebetrieben zum Einsatz. Dies nicht nur in Deutschland, sondern nahezu im gesamten Europäischen Ausland und bis nach Uruguay und Ägypten. Interessanter ist natürlich der Einsatz bei Staatsbahnen. Zu den ersten Bahngesellschaften, welche Breuer Lokomotoren einsetzten, gehörten die Eutin-Lübecker Eisenbahn (ELE) und die Kreis Oldenburger Bahn (KOE). Mit deren Verstaatlichung dürften diese in den Bestand der Deutschen Reichsbahn gelangt sein. Diese selbst beschaffte zahlreiche Lokomotoren für ihre Ausbesserungswerke und Maschinenämter. Ähnlich bei den Österreichischen Bundesbahnen (ÖBB), die immer wieder Beschaffungen für den internen Verschub tätigten.
Eine andere Situation ergab sich in Dänemark und der Schweiz, wo die jeweiligen Staatsbahnen beträchtliche Stückzahlen der Typen TZp III und TZp IV einkauften. So wurden bei den SBB zwischen 1928 und 1931 18 Stück des Lokomotors Typ IV angeliefert. Sie trugen bei den SBB gemäß den Bauartbezeichnungen der Schweizer Lokomotiven und Triebwagen die Serienbezeichnung Tm und wurden als Rangiertraktoren bezeichnet.
Durch die Dänischen Staatsbahnen erfolgte 1925 zur Erprobung des Konzepts zunächst nur die Beschaffung eines Breuer Lokomotors vom Typ TZp I/II. Nachdem diese offenbar erfolgreich verlaufen war, wurden bis 1931 von den DSB weitere Fahrzeuge der Typen TZp III und TZp IV in einer Gesamtzahl von insgesamt 21 Stück gekauft. Im gleichen Zeitraum erwarben verschiedene dänische Privatbahnen je einen Lokomotor der Typen TZp I/II, TZp III und TZp IV. Die Fahrzeuge wurden landesweit eingesetzt und bis Anfang der 1970er Jahre ausgemustert.

## Lizenznehmer
Der Breuer Lokomotor wurde von verschiedenen Herstellern im Ausland in Lizenz nachgebaut. Das war zum einen die Fa. Tampella in Finnland, welche zwischen 1929 und 1959 insgesamt 39 Fahrzeuge herstellte. Des Weiteren lieferte die Firma Officine di Costamasnaga (OCM) zwischen 1929 und 1932 insgesamt zwei Traktoren des Typs II, neun des Typs III und 13 Stück Typ IV. Nach der Insolvenz dieser Firma erfolgten die weiteren Lizenzbauten bei der Firma Antonio Badoni (ABL) in Lecco. Dort wurden bis 1969 insgesamt 44 Rangiertraktoren vom Typ II (plus zehn weiterentwickelte Maschinen Typ II N/HT), sechs Stück Typ III, 399 Stück Typ IV und 95 Einheiten des Typs V gebaut. Dieser Typ V ist nicht identisch mit dem 1948 von Breuer entwickelten Typ V, sondern es ist eine Weiterentwicklung durch Badoni aus dem Jahre 1939.
In Dänemark wurden 1931–32 von der Pedershaab Maskinfabrik in Lizenz sieben weiterentwickelte Traktoren (Traktor 46–52) des Typs IV für die DSB gefertigt, welche ein vergrößertes Führerhaus besaßen und mit Breuer-Benzinmotoren angetrieben wurden. Während der deutschen Besetzung im Zweiten Weltkrieg wurden die Fahrzeuge wegen der Treibstoffknappheit mit Holzvergasern nachgerüstet.

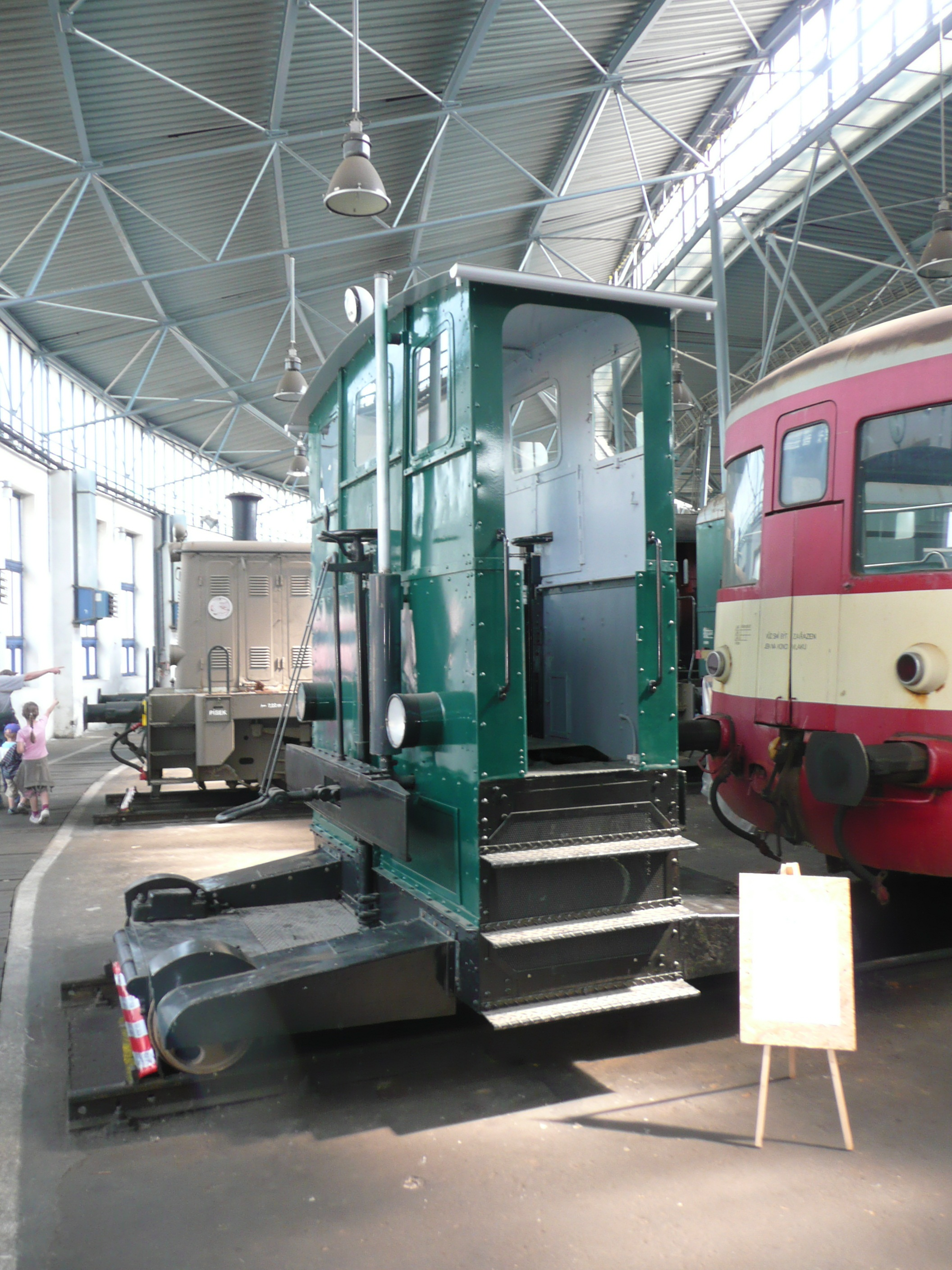
Universa-Lizenzbau T 200.1

Die Firma Universa in Prag fertigte 1931 zwei Lokomotoren des Typs TZp IV in Lizenz, welche bei der ČSD als Baureihe T 200 geführt wurden.
In Österreich wurde der Breuer Lokomotor von der Firma GEBUS in Lizenz gebaut. Die Firma baute 1957 insgesamt sieben Rangiertraktoren, ein achter wurde erst 1975 nach dem Konkurs von Gebus fertiggestellt.